# Туманность Кольцо
Туманность Кольцо (NGC 6720, M 57 или Мессье 57) — планетарная туманность в созвездии Лиры. Туманность удалена на 2300 световых лет от Земли, имеет видимую звёздную величину +8,8m и представляет собой остаток звезды небольшой массы. В 1779 году её независимо друг от друга открыли Мессье и Пелепуа, и она стала второй открытой планетарной туманностью. Благодаря своей относительной яркости, Туманность Кольцо — популярный объект для наблюдения среди астрономов-любителей.

## Свойства
Туманность Кольцо, как и любая другая планетарная туманность, представляет собой белый карлик, окружённый оболочкой ионизированного газа. Такие объекты образуются, когда красный гигант — звезда на поздних стадиях эволюции — сбрасывает свою оболочку в окружающее пространство, а от неё остаётся только вырожденное ядро — белый карлик.

### Расстояние
Оценки расстояния от Земли до туманности находятся в диапазоне от 1000 до 5000 световых лет. Такой большой разброс связан с тем, что чаще всего для этого измеряется линейная скорость расширения оболочки, измеряемая по эффекту Доплера и угловая, измеряемая непосредственно длительными наблюдениями. Более точное измерение, на основе параллакса, дало результат в 2300 световых лет.

### Структура

#### Центральная звезда
В центре туманности расположен белый карлик, который был ядром звезды, пока та не сбросила оболочку. Перед этим звезда была похожа на Миру Кита, а её масса составляла порядка одной массы Солнца. Звезда сбросила оболочку от 6000 до 8000 лет назад, тогда же появилась и туманность.
На данный момент этот белый карлик размером с Землю и массой 0,6 M⊙ имеет очень большую температуру в 100—120 тысяч K, а его светимость лишь немного меньше, чем у Солнца. Его видимая звёздная величина составляет +14,7m. В дальнейшем он будет остывать и тускнеть, и через несколько миллиардов лет станет холодным чёрным карликом.

#### Оболочка туманности

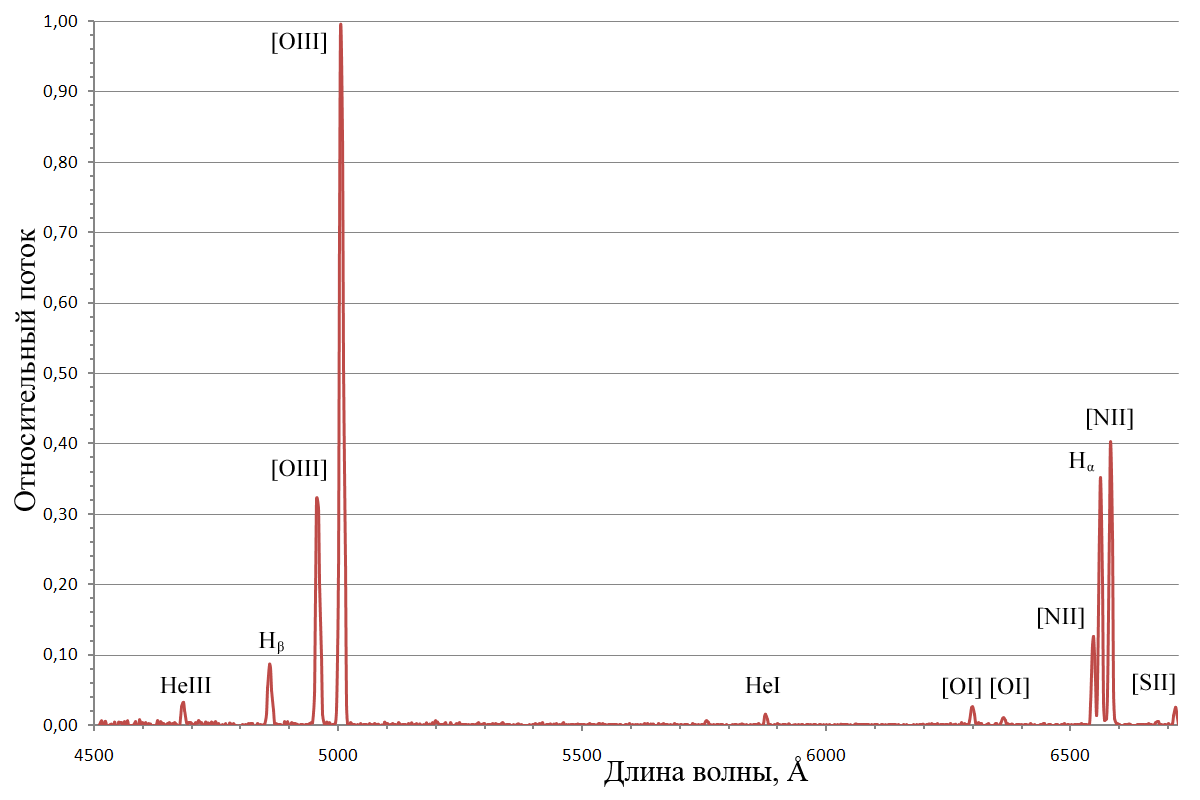
Спектр туманности Кольцо

Оболочка туманности представляет собой сброшенные внешние слои звезды. Из-за ультрафиолетового излучения белого карлика, оставшегося от последней, оболочка находится в частично ионизованном состоянии. Она имеет торообразную либо цилиндрическую форму, её масса составляет около 0,2 M⊙, а концентрация вещества — 10000 атомов и ионов на кубический сантиметр. Оболочка состоит практически полностью из водорода и гелия, причём ионов и атомов водорода в 12,5 раз больше, чем гелия. Третьим по распространённости элементом в туманности является кислород, но по количеству вещества его на два порядка меньше, чем гелия.
Разные атомы и ионы испускают свет различных длин волн, причём зачастую в запрещённых линиях. Возле границы туманность имеет красный цвет, который излучается азотом, серой и водородом, ближе к центру зелёный и голубой цвета дают водород и ионизованный кислород, а синий цвет в центре кольца обеспечивает ионизованный гелий. Такое распределение цветов вызвано тем, что интенсивность излучения и температура газа падает при удалении от центральной звезды. Суммарная светимость оболочки в 50—100 раз превышает светимость Солнца, видимая звёздная величина туманности составляет +8,8m.
Яркая оболочка туманности расширяется со скоростью 20—30 км/с, сейчас её диаметр составляет 0,9 световых лет. Более тусклое гало, состоящее из вещества, выброшенного звёздным ветром до появления туманности, имеет диаметр 2,4 световых года. Через несколько десятков тысяч лет газ окончательно рассеется и остынет, и туманность больше не будет видна.

## История изучения
В 1779 году, независимо друг от друга, туманность открыли Шарль Мессье в январе и Антуан Даркье де Пелепуа в феврале. Мессье внёс туманность в свой каталог под 57-м номером. Туманность Кольцо стала второй открытой планетарной туманностью после Туманности Гантель, обнаруженной на 15 лет раньше.
Пелепуа оставил следующее описание туманности: «очень тусклая, но хорошо очерченная туманность размером с Юпитер, выглядит как тусклая планета». Уильям Гершель, возможно, под влиянием этого описания, также сравнивал туманность с планетой и в 1785 году ввёл собственно термин «планетарная туманность». Также именно Гершель первым отметил, что туманность похожа на кольцо.
В 1800 году Фридрих фон Ханн открыл центральную звезду в туманности. В 1864 году Уильям Хаггинс исследовал спектр туманности и обнаружил, что он является эмиссионным. Туманность Кольцо была внесена в Новый общий каталог, и, несмотря на то, что она не является галактикой, она также попала в Каталог основных галактик.

## Наблюдения

Положение туманности Кольцо в созвездии Лиры

Туманность находится практически на прямой, соединяющей Бету и Гамму Лиры, приблизительно на 40% пути от первой ко второй звезде. Эти звёзды, в свою очередь, находятся рядом с одной из ярчайших звёзд неба — Вегой. Лучшее время для наблюдения туманности — лето, хотя в северном полушарии её можно наблюдать практически весь год.
Хорошая заметность туманности делает её одной из наиболее известных планетарных туманностей и популярным объектом для наблюдения среди астрономов-любителей. Туманность Кольцо становится доступна для наблюдений при диаметре телескопа от 60 мм, потемнение в центре и вытянутую форму туманности можно заметить при апертуре инструмента от 100 мм. При апертуре в 200 мм становится заметна неравномерная яркость самого кольца, а в телескоп диаметром более 300 мм становится заметен цвет туманности. Для наблюдения центральной звезды требуется телескоп с апертурой не менее 400 мм.

### Соседи по небу из каталога Мессье
- M 56 (на юго-восток, по направлению на β Лебедя) — шаровое звёздное скопление;
- M 29 (на восток, в Лебеде) — рассеянное звёздное скопление;
- M 13 (на запад, в Геркулесе) — шаровое звёздное скопление;
- M 92 (на северо-запад, в Геркулесе) — шаровое звёздное скопление.